# Wagenbrief

Fracht- und Wagenbrief 2019

Der Wagenbrief ist im Frachtgeschäft des Schienengüterverkehrs ein Warenbegleitpapier, das beim Gütertransport mit dem Güterzug ausgestellt wird, ähnlich dem Eisenbahnfrachtbrief.
Im Eisenbahnverkehr kommt es aus den verschiedensten Gründen dazu, dass auch Eisenbahnwagen ohne Ladung verschickt werden. Dabei kann es sich um eine Fahrt zum nächsten Beladeort, in die Abstellung oder in die Werkstatt handeln. Da dies keine Fracht im eigentlichen Sinne ist, kommt hier der „CUV-Wagenbrief“ zum Einsatz. Genau wie beim Frachtbrief müssen Absender und Empfänger, Datum der Ausstellung und der Übernahme sowie die Kostenübernahme angegeben sein. Im Gegensatz zum Frachtbrief wird nicht das Frachtgut, sondern die Wagennummer angegeben.